# Щетинин, Владислав Сергеевич
Владисла́в Серге́евич Щети́нин (укр. Владислав Сергійович Щетінін; 29 августа 1997 года) — украинский футболист, левый защитник

## Игровая карьера
Воспитанник СДЮШОР «Черноморец». В феврале 2014 года вошёл в заявку команды одесситов на Премьер-лигу. Весь 2014 год провёл в юношеском первенстве. С февраля 2015 стал регулярно появляться в матчах молодёжной команды.
10 мая 2015 года, когда у одесситов целый ряд футболистов по разным причинам остались вне протокола на матч Премьер-лиги против львовских «Карпат», Щетинин дебютировал в высшем дивизионе, организовав одно из ключевых противостояний игры со сверстником Шведом. Щетинин впервые сыграл в Премьер-лиге в возрасте 17 лет 254 дня, став одним из самых молодых дебютантов сезона. В последующих двух матчах чемпионата молодой футболист неизменно выходил в стартовом составе «моряков».